# Potentilla indica
Morango Indiano, também conhecido por falso morango (Potentilla indica),  é uma espécie de angiosperma da família Rosaceae. Possui folhagem e um fruto acessório semelhante ao de um morango verdadeiro. Suas flores são amarelas, ao contrário das flores brancas ou ligeiramente rosadas dos verdadeiros morangos. É nativa do leste e sul da Ásia, mas foi introduzida em muitas outras áreas como uma planta medicinal e ornamental, sendo posteriormente naturalizada em diversas regiões do mundo. De acordo com o FDA, "Os morangos indianos, embora possivelmente menos deliciosos do que morangos silvestres, não produzem toxicidade quando ingeridos".
Muitas fontes consideram esta planta como parte do gênero Potentilla devido a evidências de dados sequencias genéticos do qual o gênero Duchesnea está incluído, mas, alguns ainda o listam como Duchesnea indica.

## Descrição
As folhas são trifolioladas, com nervuras na parte inferior. A planta se espalha ao longo de estolhos, enraizando e produzindo coroas em cada nó. Ela floresce em meados da primavera e de vez em quando ao longo da fase de crescimento. Os frutos acessórios são brancos ou vermelhos, e inteiramente cobertos por aquênios vermelhos, seu ovários é simples, com cada um contendo uma única semente.

## Galeria

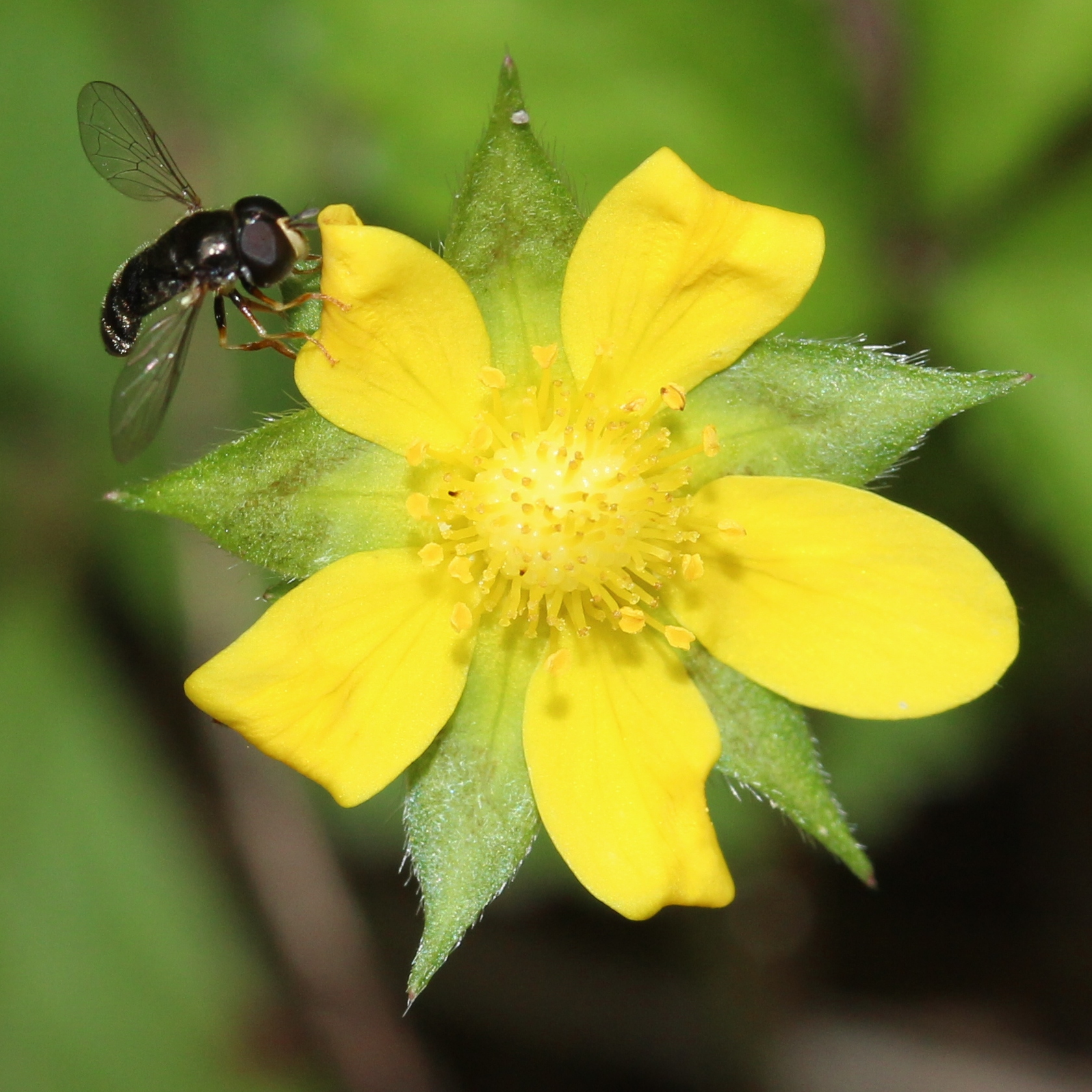
Flor de falso morango.
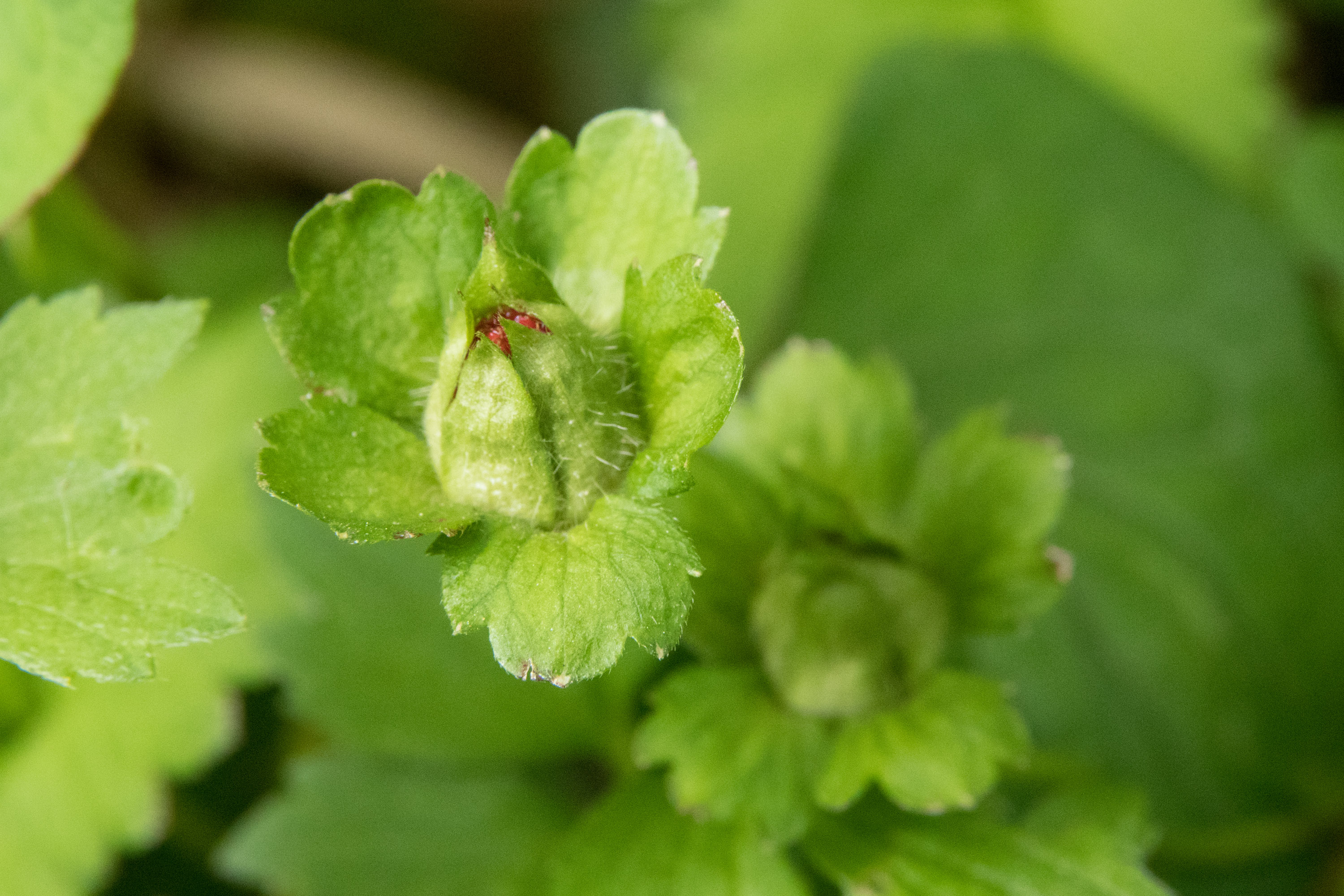
Fruto em desenvolvimento.
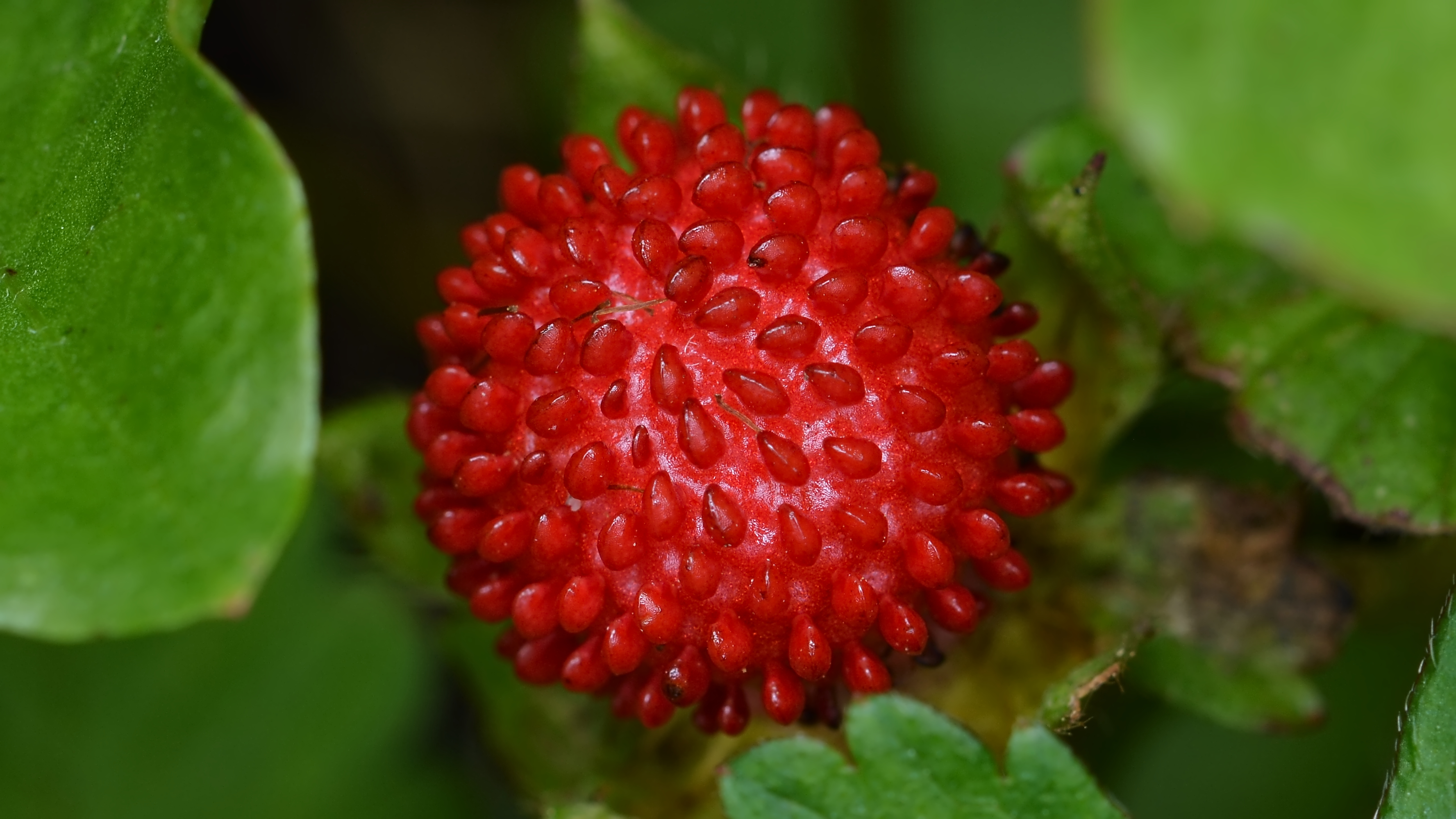
P. indica em Guelph, Canadá.